# 海门卫城

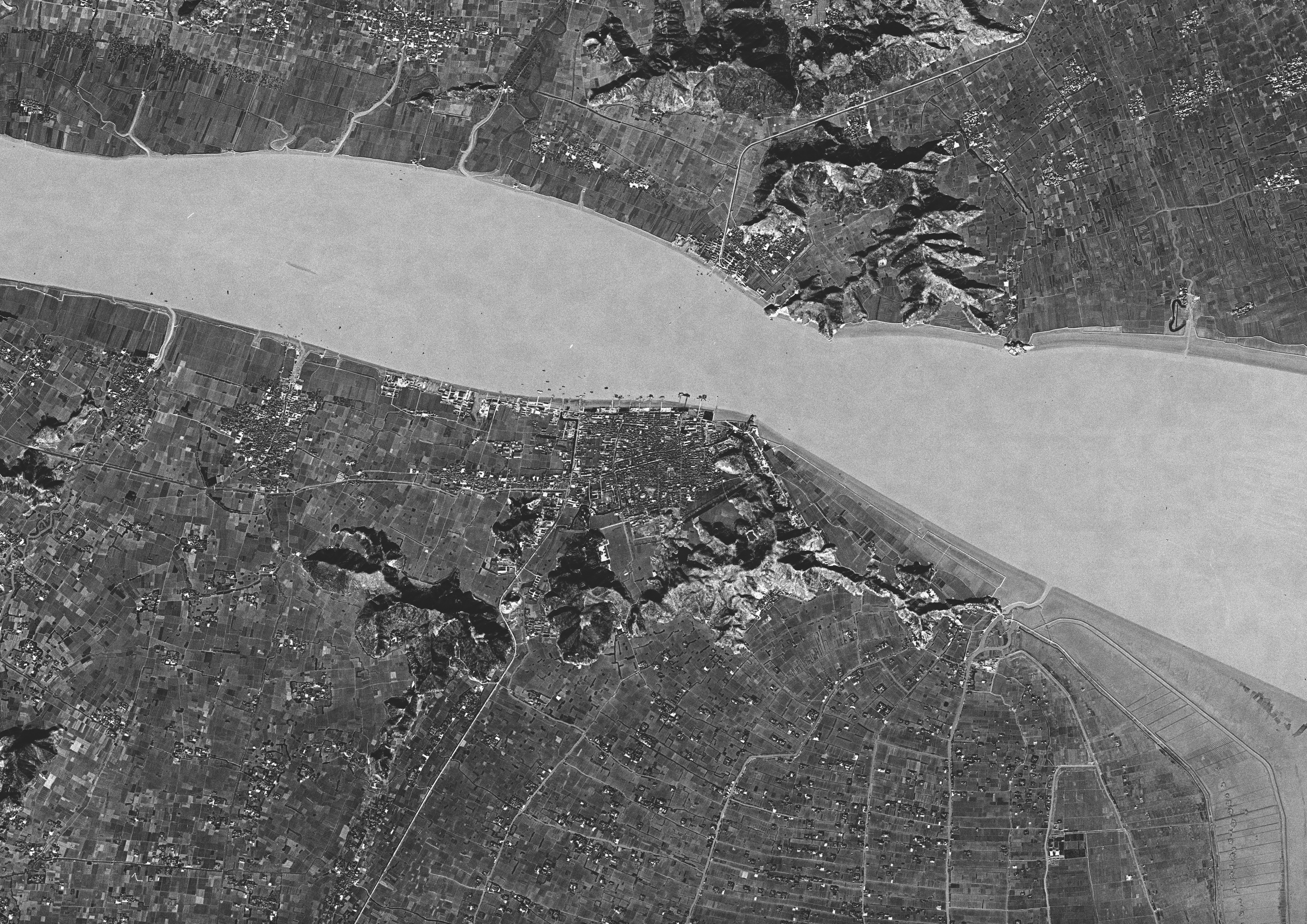
1970年原海门卫城、前所城及周边地区卫星地图。

海门卫城位于中国浙江省台州椒江区海门街道城区。海门卫为明朝设置的卫所，因椒江入海口牛头颈山与小圆山南北对峙，形如大门而得名，洪武二十年（1387）信国公汤和奉诏建置，治所位于台州府临海县府城东南九十里，介于前所与新河所之间，与北岸的前所城隔江相望。自民国十八年（1929）起开始拆除城墙，今仅存东门（位于东山岭）及南护城河（南门河）。

## 卫城建筑
海门卫城北临椒江，沿江为海门港，其余三面环山，城墙东跨东山，南跨南门山。城略呈长方形，城周五里三十步（一千三百一十丈，约4192米），高二丈五尺（约8米），厚不详，其城石部分拆自黄岩城墙。设城门五座，分别为东门晏清门、西门宁远门、南门德风门、大北门临江门和小北门靖波门，城外北、西、南三面设护城河。